# 小宮山尊信
小宮山 尊信（こみやま たかのぶ、 1984年10月3日 - ）は、千葉県船橋市出身の元プロサッカー選手。現役時代のポジションはディフェンダー。

## 来歴
市立船橋高校3年時に全国高等学校サッカー選手権大会で優勝を果たしている。当時のチームメイトに青木良太、大久保裕樹、小川佳純、原一樹、1学年後輩に増嶋竜也、カレン・ロバート、鈴木修人、佐藤優也、石井秀典らがいる。
高校3年時にU-18日本代表に選ばれ、オランダ遠征に参加している。また、イビチャ・オシム監督時代の日本代表合宿に招集された経験を持つ。
順天堂大学在学中の2006年、特別指定選手として横浜F・マリノスに登録されリーグ戦、ナビスコ杯1試合ずつに出場している。その後、2007年から横浜F・マリノスに正式加入した。
2008年は左ウイングバックとしてレギュラー出場し、ペナルティーエリア外からの得点はリーグ最多の5ゴールだった。
2009年12月25日、川崎フロンターレへの移籍が発表された。
2017年は横浜FCに所属し、自身初のJ2を戦った。2017年で契約満了に伴い退団。
2018年2月22日、自身のInstagramで現役引退を発表した。

## 人物・エピソード
- 父親は元ボクサーであり、本来右利きであった小宮山に、左でもプレーできることの重要性を説いたという。また、高校時代に右足を骨折し、その後1年半左足だけで練習をした結果、左利きへのスイッチが完成した。
- 横浜F・マリノスが低迷していた2008年8月23日、小宮山は全体練習で寝坊遅刻してしまい、罰金10万円の支払い及びチームメートの手によって丸坊主にされてしまったという。翌日、コーナーキックのこぼれ球を押し込んで勝利し、マリノスがホームで白星を挙げた際、優秀選手1名に与えられるマン・オブ・ザ・マッチの賞金10万円で罰金をチャラにした。
- 日本A代表候補合宿 2007年5月13日に初招集。その2日前にプロC契約からA契約に移行したばかりだった。
- 趣味は釣り。田坂祐介は釣り仲間である[2]。

## 所属クラブ
- 船橋FC（市立古和釜小学校）
- 1997年 - 1999年 ジェフユナイテッド市原ジュニアユース舞浜（市立古和釜中学校）
- 2000年 - 2002年 市立船橋高校
- 2003年 - 2006年 順天堂大学
  - 2006年 横浜F・マリノス（特別指定選手）
- 2007年 - 2009年 横浜F・マリノス
- 2010年 - 2016年 川崎フロンターレ
- 2017年 横浜FC

## 個人成績
| 国内大会個人成績 | 国内大会個人成績 | 国内大会個人成績 | 国内大会個人成績 | 国内大会個人成績 | 国内大会個人成績 | 国内大会個人成績 | 国内大会個人成績 | 国内大会個人成績 | 国内大会個人成績 | 国内大会個人成績 | 国内大会個人成績 |
| 年度             | クラブ           | 背番号           | リーグ           | リーグ戦         | リーグ戦         | リーグ杯         | リーグ杯         | オープン杯       | オープン杯       | 期間通算         | 期間通算         |
| 年度             | クラブ           | 背番号           | リーグ           | 出場             | 得点             | 出場             | 得点             | 出場             | 得点             | 出場             | 得点             |
| 日本             | 日本             | 日本             | 日本             | リーグ戦         | リーグ戦         | リーグ杯         | リーグ杯         | 天皇杯           | 天皇杯           | 期間通算         | 期間通算         |
| ---------------- | ---------------- | ---------------- | ---------------- | ---------------- | ---------------- | ---------------- | ---------------- | ---------------- | ---------------- | ---------------- | ---------------- |
| 2006             | 横浜FM           | 37               | J1               | 1                | 0                | 1                | 0                | -                | -                | 2                | 0                |
| 2007             | 横浜FM           | 13               | J1               | 25               | 0                | 5                | 0                | 1                | 0                | 31               | 0                |
| 2008             | 横浜FM           | 13               | J1               | 31               | 7                | 4                | 1                | 2                | 0                | 37               | 8                |
| 2009             | 横浜FM           | 13               | J1               | 28               | 3                | 9                | 0                | 3                | 0                | 40               | 3                |
| 2010             | 川崎             | 8                | J1               | 33               | 3                | 4                | 0                | 3                | 0                | 40               | 3                |
| 2011             | 川崎             | 8                | J1               | 25               | 0                | 2                | 1                | 3                | 0                | 30               | 1                |
| 2012             | 川崎             | 8                | J1               | 7                | 0                | 2                | 0                | 0                | 0                | 9                | 0                |
| 2013             | 川崎             | 8                | J1               | 10               | 0                | 1                | 0                | 3                | 0                | 14               | 0                |
| 2014             | 川崎             | 8                | J1               | 18               | 0                | 2                | 0                | 1                | 1                | 21               | 1                |
| 2015             | 川崎             | 8                | J1               | 21               | 0                | 2                | 0                | 3                | 1                | 26               | 1                |
| 2016             | 川崎             | 8                | J1               | 1                | 0                | 1                | 0                | 1                | 0                | 3                | 0                |
| 2017             | 横浜FC           | 30               | J2               | 25               | 0                | -                | -                | 0                | 0                | 25               | 0                |
| 通算             | 日本             | 日本             | J1               | 200              | 13               | 33               | 2                | 20               | 2                | 253              | 17               |
| 通算             | 日本             | 日本             | J2               | 25               | 0                | -                | -                | 0                | 0                | 25               | 0                |
| 総通算           | 総通算           | 総通算           | 総通算           | 225              | 13               | 33               | 2                | 20               | 2                | 278              | 17               |

- 2006年は特別指定選手として出場。

| 国際大会個人成績 | 国際大会個人成績 | 国際大会個人成績 | 国際大会個人成績 | 国際大会個人成績 |
| 年度             | クラブ           | 背番号           | 出場             | 得点             |
| AFC              | AFC              | AFC              | ACL              | ACL              |
| ---------------- | ---------------- | ---------------- | ---------------- | ---------------- |
| 2010             | 川崎             | 8                | 6                | 0                |
| 2014             | 川崎             | 8                | 0                | 0                |
| 通算             | AFC              | AFC              | 6                | 0                |

- 2007年4月14日 - プロ初出場（Jリーグ） - ジュビロ磐田戦（ヤマハスタジアム）
- 2008年3月8日 - プロ初得点（Jリーグ） - 浦和レッドダイヤモンズ戦（日産スタジアム）

## 代表歴
- 2002年 U-18日本代表
- 2005年 全日本大学選抜（ユニバーシアード日本代表）
- 2007年 日本代表候補

### 出場大会など
- ユニバーシアード日本代表
  - 2005年夏季ユニバーシアード（優勝）